# 澳洲安捷航空

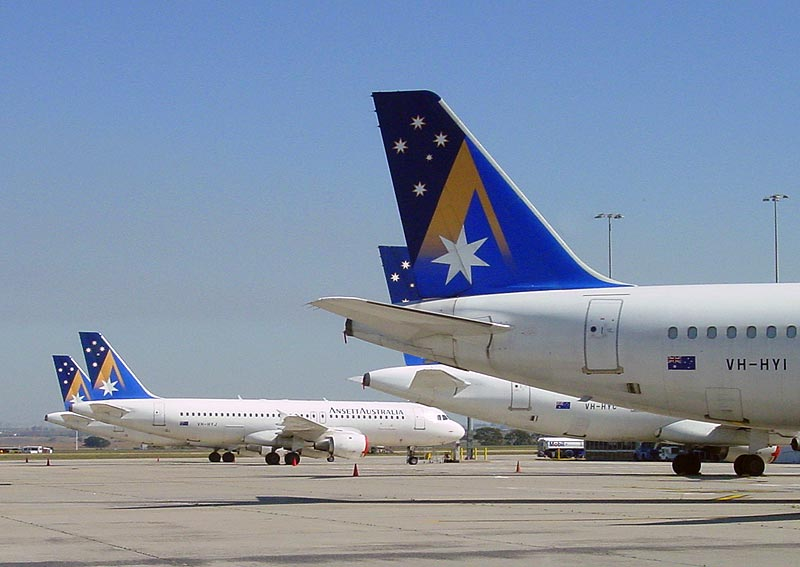
墨尔本机场的安捷航空機隊

澳洲安捷航空（Ansett Australia或簡稱為Ansett）曾是澳洲重要的国内和国际航空公司之一，一度是澳洲第二大的航空公司（僅次於澳洲航空），公司总部位于大城墨爾本，在2001年因为九一一事件后的财政问题而宣告破產。該公司大多数剩餘资产都用于偿还债务，總经营期為66年又11日。

## 歷史
安捷航空成立於1936年，由英國籍的運輸大亨瑞吉納·安適爵士（Sir Reginald Miles Ansett）創立。
安捷航空成立時，澳洲的航空依然是由政府所壟斷，安適爵士成功的以合縱連橫的方式迅速地擴張，陸續併購了許多地區中小型航空公司，而安捷航空又特別針對主要對手澳洲航空，提供更為低廉的票價，以求增加市場佔有率。
在1980年代末期，安捷航空國內航線的市佔率是和國營的澳洲航空分庭抗禮的，而安捷航空也因此開始於1993年9月11日起跨足國際航線的經營，在遠東、東南亞、歐洲與大洋洲諸島等國際航點也陸續被開闢，1999年安捷航空更加入星空聯盟，聲勢一度如日中天。此外，安捷航空也是2000年夏季奥林匹克运动会的贊助商之一，唯此举并未能给安捷带来更多客流。
2000年佔有安捷航空5成股權的紐西蘭航空因一宗錯誤的投資導致紐西蘭航空遭受重大損失，安捷航空也迅速被波及。安捷航空因為機隊與雇員遠超過紐西蘭航空，所以安捷航空等於代紐西蘭航空「受過」；2001年9月13日安捷航空在無預警下宣布停航。

## 機隊（結業前）

### 當時服役機隊（2002年止）

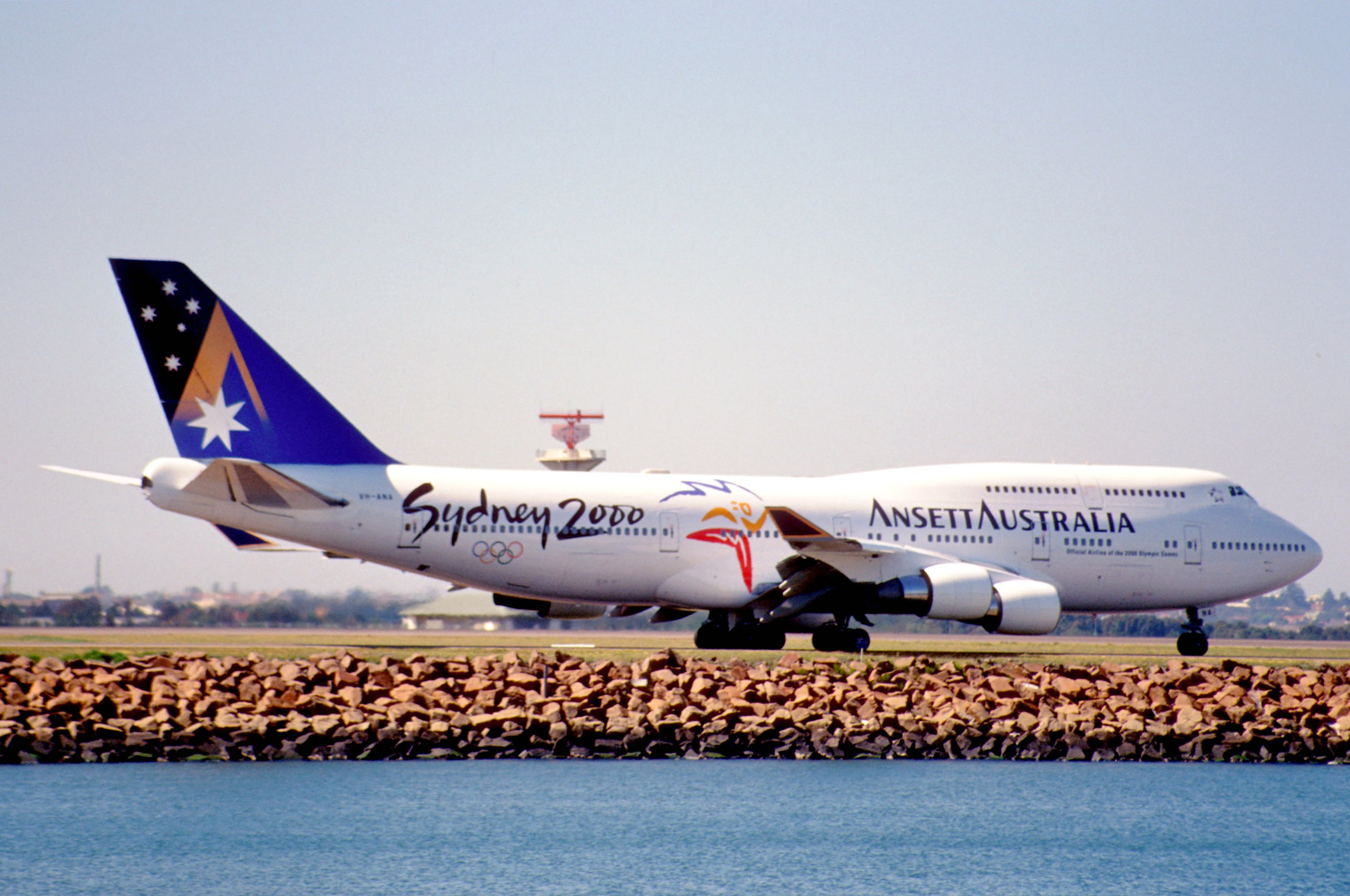
1999年，披上悉尼奥运会宣传涂装的波音747-400

- 空中巴士A320×20
- BAe 146×18
- 波音727200F（貨機）×1
- 波音737-300×23
- 波音747-400×2（租借）
- 波音767-200×9
- 波音767-300×4
- 龐巴迪CRJ-200×12
- 德哈維蘭DHC-6×4
- 福克50×9
- 福克F27×1
- 福克F28×4（停飛）
- 紳寶340×16
- 費爾查德 Metro 23×4

### 其余曾用机型

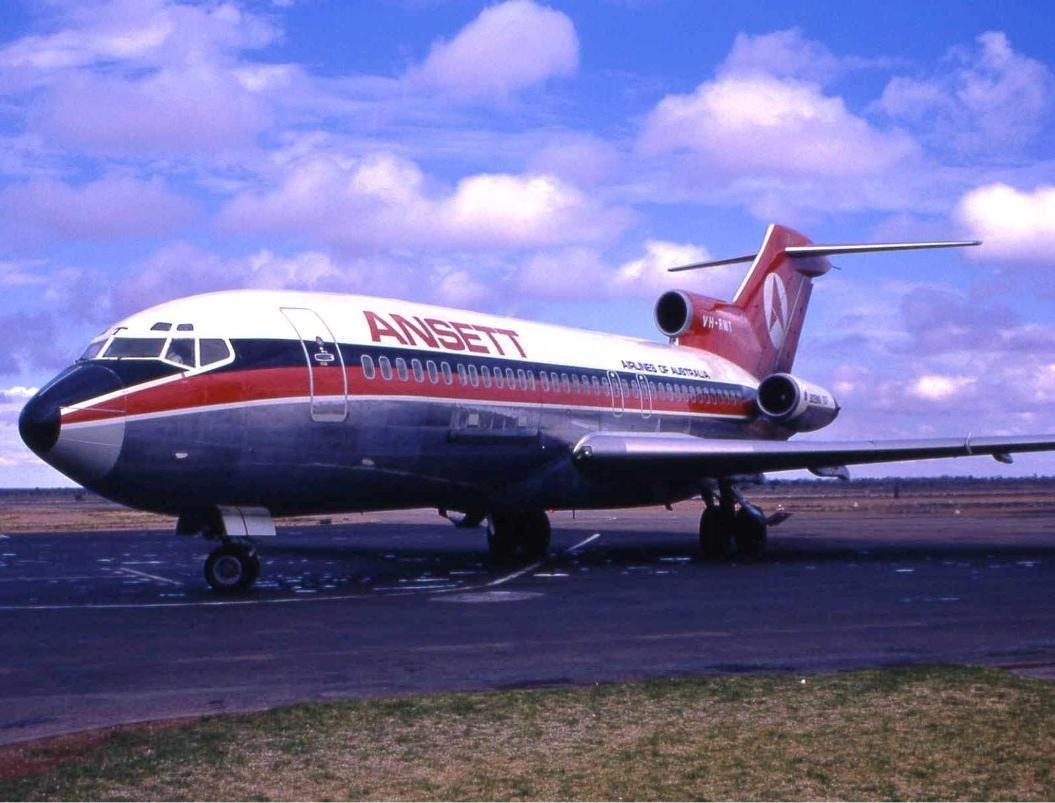
1970年安捷航空的波音727-100在悉尼机场

澳洲安捷航空及其前身、子公司曾使用过的机型包括波音727-100、727-200，布里斯托170，塞斯纳550，康维尔340，康维尔440，哈维兰龙型，DHC-4驯鹿，DHC-6双水獭，Dash 7，哈维兰苍鹭型，道格拉斯DC-3和C-47運輸機，道格拉斯DC-4，道格拉斯DC-6，福克F27，福克F28，福克宇宙型，洛克希德10型，洛克希德L-188，道格拉斯DC-9，莫霍克298，比亚乔P.166和維克斯子爵。
安捷水上飞机服务曾使用PBY、肖特桑德林汉姆和桑德蘭水上飛機。
安捷航空直升机分部亦曾使用贝尔47J、贝尔206、布里斯托西克莫直升机、西科斯基S-61和西科斯基S-62。
安捷环球租赁（AWAS）拥有供租赁的空中客车A300、空中客车A310和波音757。
安捷航空1960年代曾使用ATL-98运输机，这些汽车运输机由安捷航空的三架DC-4改装而来。
历史上，注册编号为VH-RMA（雷金纳德·迈尔斯·安捷的首字母缩写）的飞机是安捷航空机队的旗舰。这一编号1948年至1956年用于一架道格拉斯C-47，1959年至1984年用于一架洛克希德L-188，1992年至1997年用于安捷环球租赁的一架波音767-200，随后被泰斯纳控股于2002年购买，但未被使用。

## 航點（結業前）

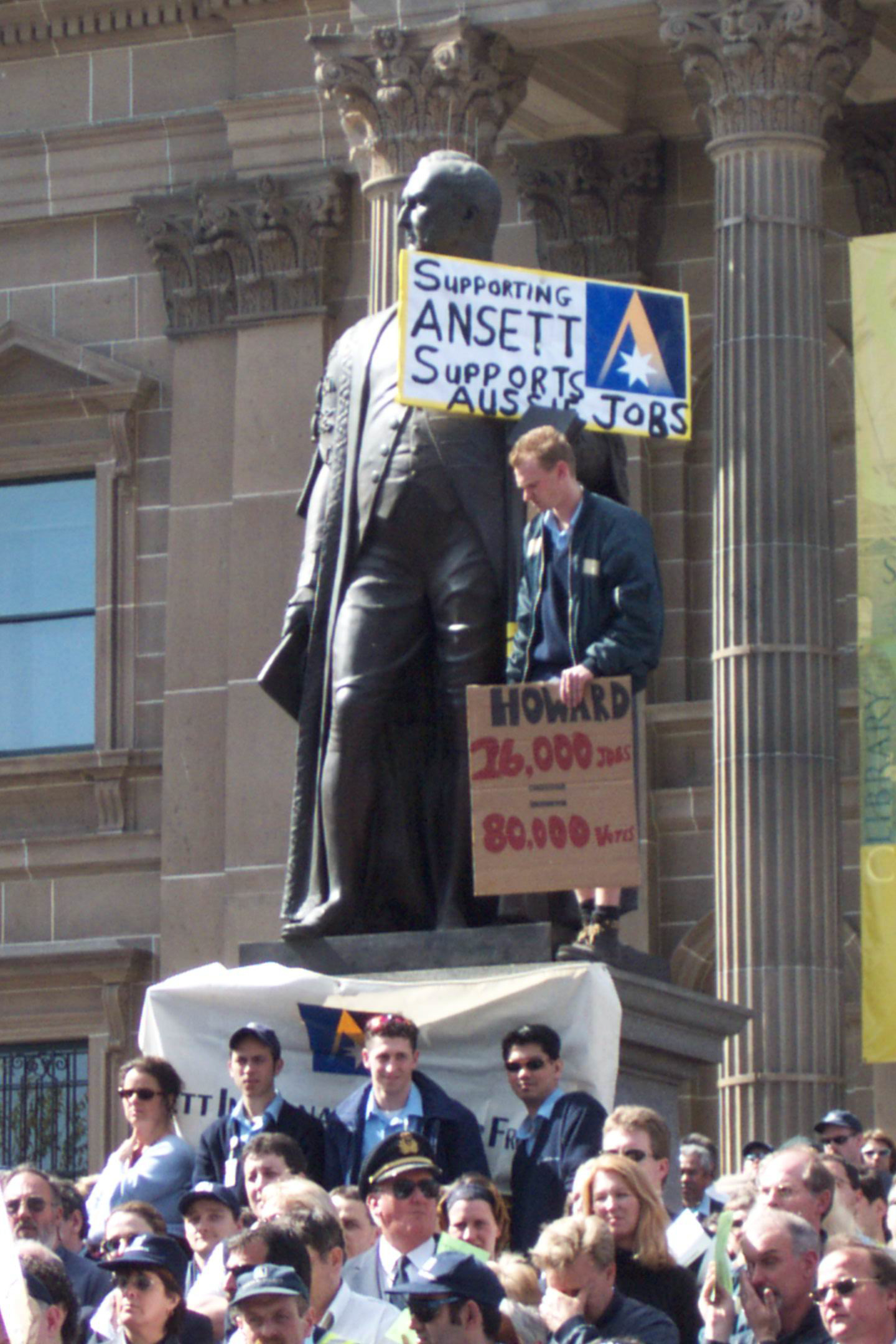
2001年9月14日，在维多利亚州立图书馆示威的安捷航空僱員

### 澳洲國內線
- 坎培拉機場
- 悉尼國際機場
- 愛麗絲泉機場
- 達爾文機場
- 布里斯班機場
- 凱恩斯國際機場
- 阿德雷德機場
- 霍巴特機場
- 墨爾本機場
- 珀斯機場

### 國際線
- 上海虹橋機場
- 楠迪國際機場
- 啟德機場、赤臘角機場
- 蘇加諾－哈達國際機場、峇里島國際機場
- 關西國際機場
- 蘇丹阿都阿兹沙機場
- 奧克蘭國際機場、基督城國際機場
- 金浦國際機場
- 臺灣桃園國際機場

## 軼事
在开通香港航线时，安捷航空最初的中文译名是“安适航空”，取安全、舒适之意。但由于“安适”在粤语中与“安息”谐音，粤语使用者认为此译名不吉利，导致该公司从香港出发的航班客座率低下，该公司只得将中文译名改为“安捷航空”。